# Корио
Корио (итал. Corio) је насеље у Италији у округу Торино, региону Пијемонт.
Према процени из 2011. у насељу је живело 1482 становника. Насеље се налази на надморској висини од 621 м.

## Становништво
| 1936. | 1951. | 1961. | 1971. | 1981. | 1991. | 2001. | 2011. |
| ----- | ----- | ----- | ----- | ----- | ----- | ----- | ----- |
| 4.142 | 3.654 | 3.295 | 2.933 | 2.877 | 3.025 | 3.163 | 3.330 |